# Mark Twain

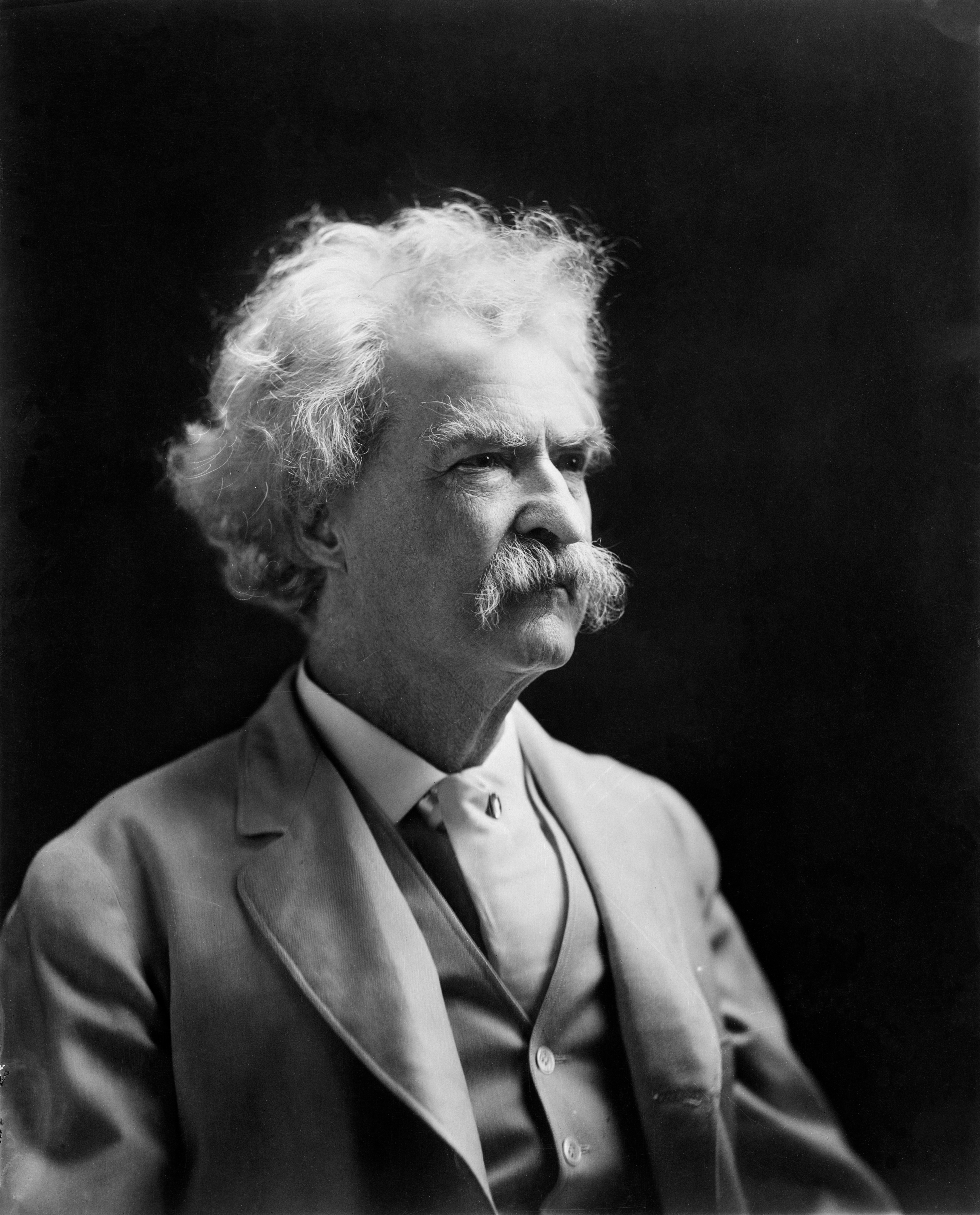
Mark Twain (1907)

Mark Twain, eigentlich Samuel Langhorne Clemens (* 30. November 1835 in Florida, Missouri; † 21. April 1910 in Redding, Connecticut), war ein amerikanischer Schriftsteller.
Mark Twain ist vor allem als Autor der Bücher über die Abenteuer von Tom Sawyer und Huckleberry Finn bekannt. Er war ein Vertreter des Literatur-Genres „amerikanischer Realismus“ und ist besonders wegen seiner humoristischen, von Lokalkolorit und genauen Beobachtungen sozialen Verhaltens geprägten Erzählungen sowie aufgrund seiner scharfzüngigen Kritik an der amerikanischen Gesellschaft berühmt. In seinen Werken beschreibt er den alltäglichen Rassismus; seine Protagonisten durchschauen die Heuchelei und Verlogenheit der herrschenden Verhältnisse.

## Leben
Das Leben Mark Twains war von Widersprüchen gezeichnet. Der Mann, der den American Way of Life kritisierte, strebte selbst nach Erfolg und Anerkennung. Er floh vor dem Sezessionskrieg nach Westen und erlebte später seinen größten wirtschaftlichen Erfolg als Verleger der Autobiografie des einstigen Kriegshelden Ulysses S. Grant. Obwohl er den größten Teil seines Lebens an der Ostküste der Vereinigten Staaten und in Europa verbrachte, war Mark Twain der Chronist des amerikanischen Südens und Westens.

### Kindheit und Jugend

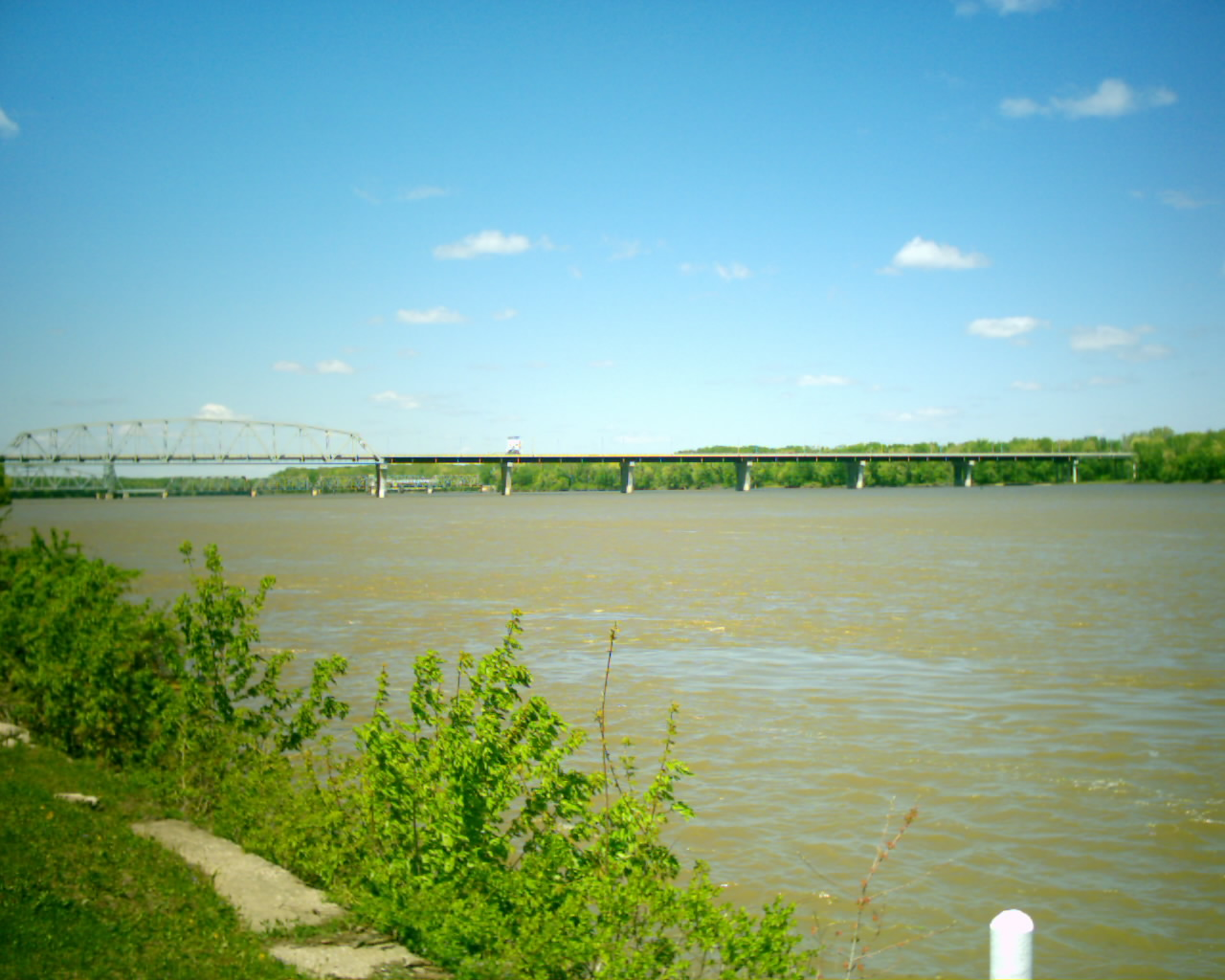
Der Mississippi bei Hannibal

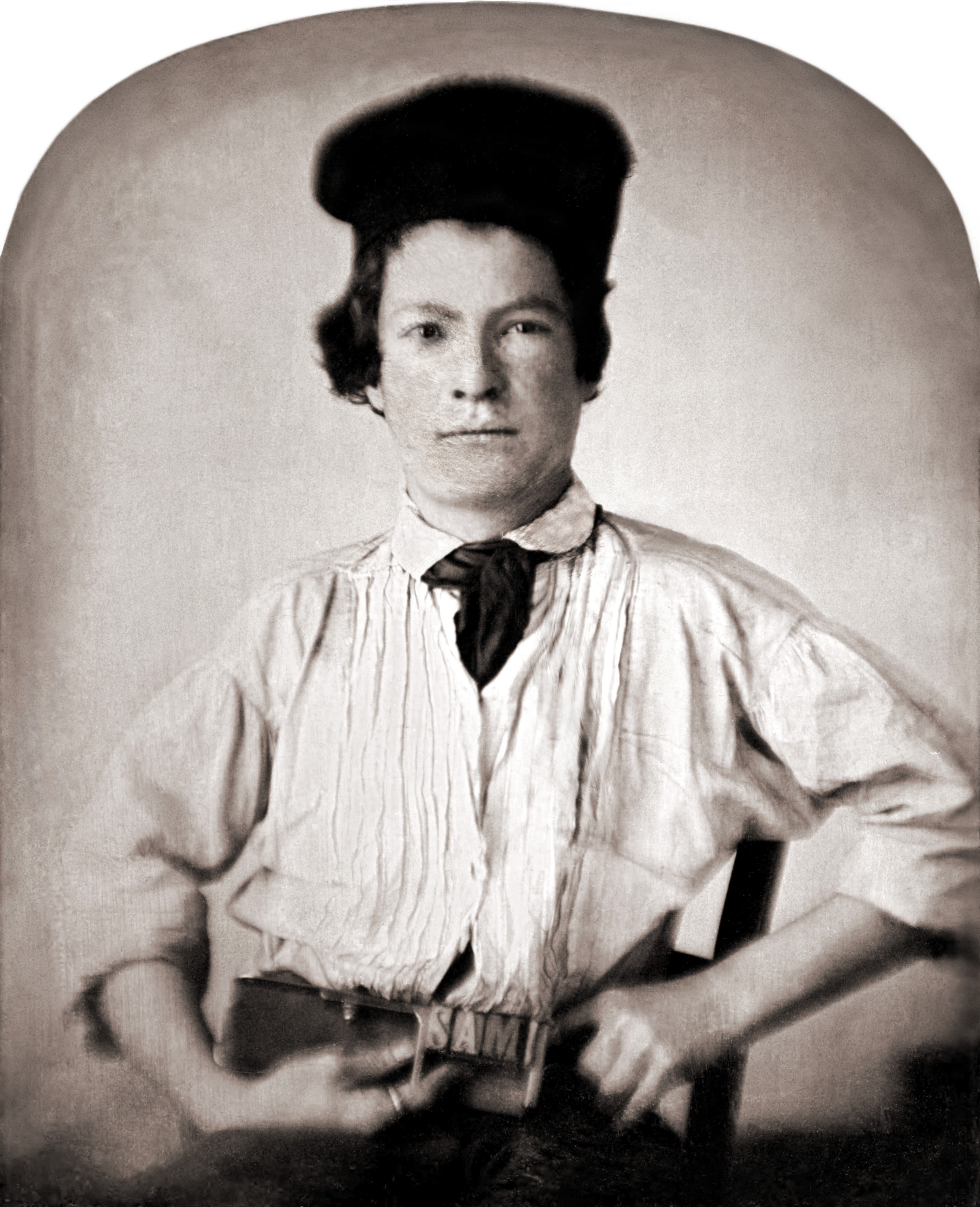
Samuel Clemens im Alter von 15 Jahren. Das Original ist eine seitenverkehrte Daguerreotypie, deshalb erscheint der Letternsatz SAM nicht in Spiegelschrift

Samuel kam als Frühgeburt am 30. November 1835 als sechstes Kind von Jane Lampton Clemens und John Marshall Clemens in Florida, Missouri zur Welt. Als er vier Jahre alt war, zog seine Familie in die Kleinstadt Hannibal. Obwohl die Eltern sich bemühten, eine sichere wirtschaftliche Existenz aufzubauen, waren sie schließlich 1842 gezwungen, ihre einzige Sklavin Jenny zu verkaufen. Im Jahre 1846 zogen sie bei einem Apotheker ein und hielten, anstatt Miete zu zahlen, das Haus instand. Diese Zeit der Jugend und die Hafenstadt am Mississippi River boten später die Kulisse für die Abenteuer des Huckleberry Finn.
Als Samuel elf Jahre alt war, starb sein Vater. Er begann bei der Zeitung Missouri Courier eine Ausbildung als Schriftsetzer. Sein Bruder Orion kaufte das Hannibal Journal, in dem Samuel erste kurze Artikel veröffentlichen konnte. Bis zu seinem 18. Lebensjahr blieb Samuel Clemens in Hannibal und publizierte 1852 The Dandy Frightening the Squatter unter seinem ersten Pseudonym „W. Epaminondas Adrastus Perkins“.

### Erste Reisen
Von 1852 an reiste er als wandernder Schriftsetzer durch den Osten und den Mittleren Westen. Aus St. Louis, Philadelphia, New York City und Washington, D.C. schrieb er Reiseberichte für die Zeitung seines Bruders. In New York City verbrachte er viele Abende in den Astor- und Lenox-Bibliotheken (beide New York Public Library), um seine bis dahin mangelhafte Allgemeinbildung zu verbessern.

### Leben auf dem Mississippi

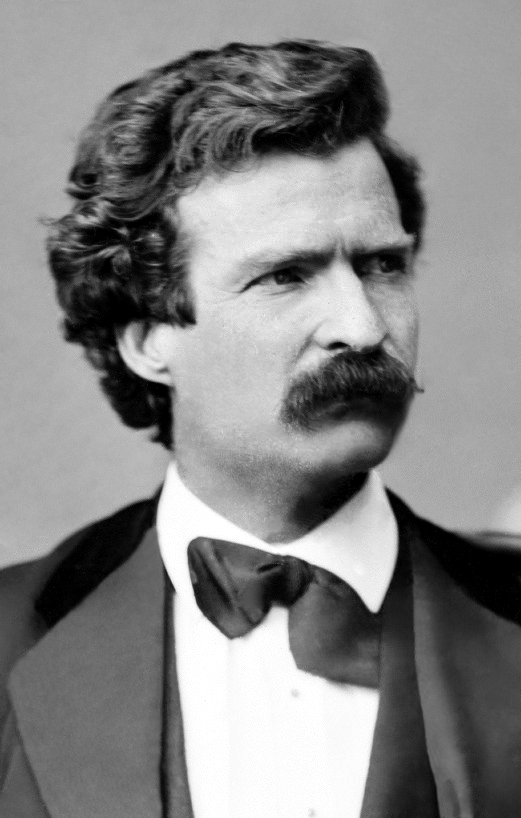
Mark Twain 1871

Ab 1855 lebte Clemens in St. Louis und plante, Lotse auf einem Mississippidampfer zu werden. Er begann 1857 eine entsprechende Ausbildung, erhielt 1859 seine Lizenz und war bis 1861 in dem Beruf tätig.
In der dortigen Freimaurerloge „Polar Star Lodge No. 79“ wurde er am 22. Mai 1861 aufgenommen, am 12. Juni 1861 zum Grad des Gesellen befördert und am 10. Juli 1861 zum Meister erhoben. Später schloss man ihn aus der Loge aus, nahm ihn aber am 24. April 1867 wieder auf. Auf seiner Reise nach Palästina schickte er an diese Loge einen Knüpfel mit folgender Notiz: „This mallet is a cedar, cut in the forest of Lebanon, whence Solomon obtained the timbers for the temple.“ („Dieser Knüpfel besteht aus Zedernholz, geschnitten im Wald des Libanon, von wo Salomo das Bauholz für den Tempel bezog.“) Den Knüpfel ließ er in Alexandria aus dem Zedernholz herstellen, das er selbst vor den Mauern Jerusalems geschnitten hatte. Am 8. April 1868 wurde der Knüpfel der Logengemeinschaft präsentiert. Am 8. Oktober 1868 trat Clemens aus der Loge aus.
Der Ausbruch des Sezessionskriegs 1861 brachte die Flussschifffahrt auf dem Mississippi und dem Missouri zum Erliegen, und Clemens wurde arbeitslos. Nach zweiwöchiger Militärzeit bei der Missouri State Guard, Staatsmiliz, die an der Seite der Confederate States Army kämpfte, quittierte er den Dienst für die Südstaaten und setzte sich mit seinem Bruder Orion nach Westen ab.

### Goldgräber in Virginia City
Samuel Clemens meldete sich in der neu gegründeten Siedlung Virginia City, Nevada, in der Menschen aus verschiedenen Ländern zusammentrafen, als Goldgräber. Doch war die Arbeit in den Minen beschwerlich und finanziell wenig ertragreich. Daher arbeitete Clemens ab 1862 als Reporter für den Territorial Enterprise in Virginia City. Er berichtete aus den Saloons der Goldgräberstadt und brachte Klatschgeschichten. 1863 musste er wegen eines Streits fluchtartig die Stadt verlassen. Jedenfalls hatte er mit seinen gut ausgeschmückten Reportagen für den Territorial Enterprise einen Anteil an dem Mythos, der sich rund um den „Wilden Westen“ bildete.

### Die „Geburt“ des Mark Twain
Am 3. Februar 1863 benutzte er erstmals das Pseudonym „Mark Twain“, unter dem er seine schriftstellerische Karriere begann. Mark Twain ist ein Ruf aus der Sprache der Mississippi-Flussschiffer. Er bedeutet „Zwei Faden (rd. 3,65 m; entspricht 4 Yards oder 12 Fuß) Wassertiefe“ (engl. Mark twain, eine Dialektform, mit dem altertümlichen twain für two, also „Markierung zwei“ auf dem Faden des Tiefenmessers) und ist eine Erinnerung an seinen Lebensabschnitt als Steuermann auf dem flachen und trüben Mississippi, wo man die Wassertiefe häufig messen musste, um nicht auf Grund zu laufen. Entgegen einer verbreiteten Ansicht dachte Clemens sich das Pseudonym nicht selber aus. Er übernahm es vom ehemaligen Lotsen Isaiah Sellers, der unter diesem Namen zahlreiche Geschichten als Lotse in Zeitungen veröffentlichte. Clemens hielt einige dieser Erzählungen für übertrieben und schrieb darauf Parodien, die in den Zeitungen unter dem gleichen Pseudonym erschienen. Schnell waren diese beliebter als ihre Vorlagen und der entrüstete Sellers veröffentlichte bis zu seinem Tode 1864 nichts mehr. Clemens aber war nun unter diesem Namen so bekannt, dass er ihn beibehielt. Ab 1864 zog Mark Twain kreuz und quer durch die Vereinigten Staaten: Zunächst nach San Francisco, wo er unter anderem für den damaligen San Francisco Dramatic Chronicle arbeitete. Für Mark Twain war es kurz vor seinem 30. Geburtstag eine Krisenzeit, da er sich, ungewöhnlich für die Zeit, noch nicht für einen Beruf entschieden hatte, hohe Schulden hatte und viel Alkohol trank. Er äußerte in einem Brief an seinen Bruder sogar Suizidgedanken. Die Artikel, die in San Francisco entstanden, werden von Fachleuten trotz oftmals fehlender Autorennennung als typische Beispiele für Mark Twains Stil beschrieben. Von San Francisco zog Mark Twain wieder nach Nevada und anschließend erneut nach Kalifornien. Auch nach einer Reise ins Königreich Hawaiʻi im Jahre 1866 kehrte er dorthin zurück.
Seine ersten Geschichten erschienen 1864/65 in Charles Henry Webbs Wochenzeitschrift The Californian. Die 1865 entstandene Geschichte The Celebrated Jumping Frog of Calaveras County brachte Mark Twain erstmals in das Rampenlicht der amerikanischen Öffentlichkeit. Danach konnte er durch Reden im Rahmen eines Weiterbildungsprogramms für die Bevölkerung seinen Lebensunterhalt verdienen und begann, für Zeitschriften aus New York zu schreiben.
Sein erstes Reisebuch The Innocents Abroad („Die Arglosen im Ausland“, 1869) basiert auf einer fünfeinhalbmonatigen Schiffsreise nach Europa und in den Nahen Osten, die er 1867 unternahm. In A Tramp Abroad („Bummel durch Europa“, 1880) verarbeitete Mark Twain Erlebnisse und Erfahrungen seiner zweiten Europareise von 1878, die ihn durch Deutschland, die Schweiz und Italien führte. In diesem Buch veröffentlichte er im Anhang auch den berühmten Aufsatz The Awful German Language („Die schreckliche deutsche Sprache“), in dem er humorvoll die Eigenheiten und Schwierigkeiten der deutschen Sprache erläutert. Besonders prägte ihn jedoch laut seiner Reisebeschreibung der dreimonatige Aufenthalt in Heidelberg und dessen kurpfälzischer Umgebung, von der er begeistert schrieb.

### An der Ostküste

Olivia Langdon

1870 heiratete Mark Twain Olivia Langdon (1845–1904), die ab ihrem sechzehnten Lebensjahr durch einen Sturz auf dem Eis zum Teil gelähmt war und infolgedessen zwei Jahre nicht aufstehen konnte. Unter seiner Pflege und mit ihrer eigenen Willensstärke erholte sie sich nach und nach.

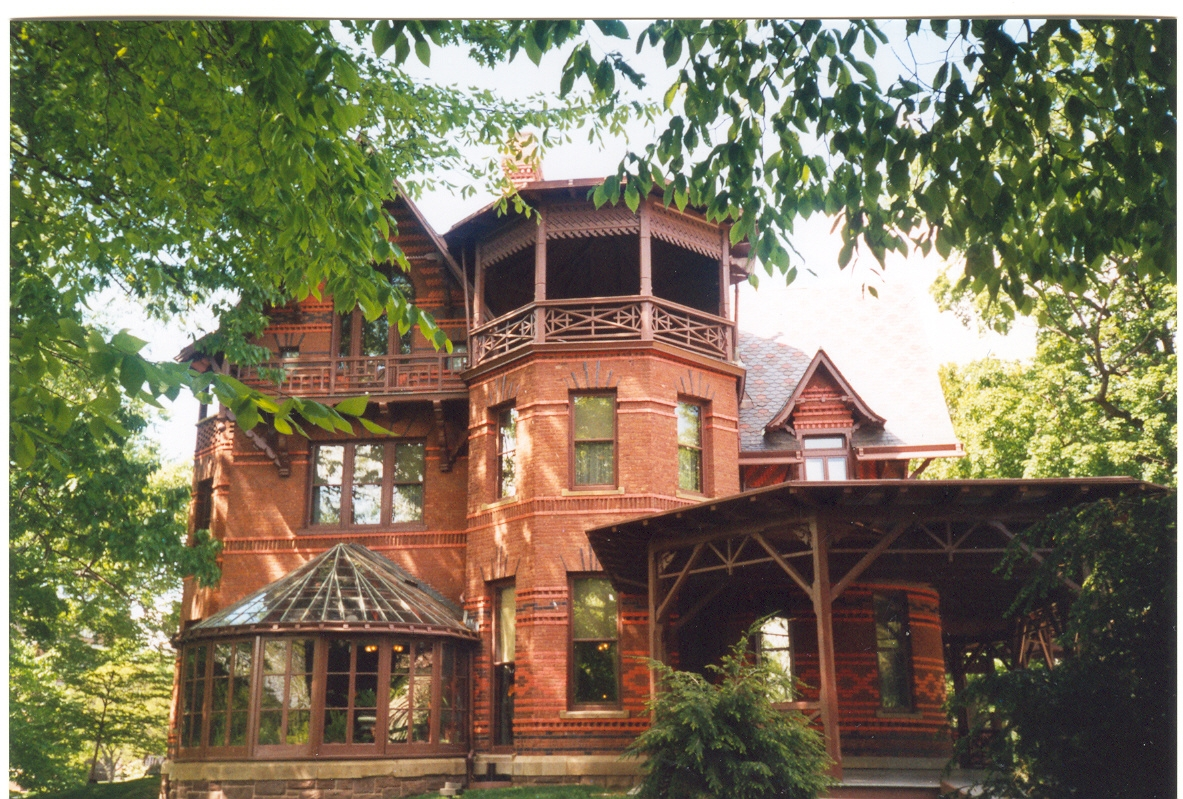
Twains Wohnhaus in Hartford, heute das Mark Twain House & Museum

Samuels und Olivias erstes Kind, Langdon Clemens, kam als schwächliche Frühgeburt zur Welt. Das Kind starb zwei Jahre später. Im selben Jahr, 1872, wurde die Tochter Olivia Susan, genannt Susy, geboren. Die zweite Tochter Clara wurde 1874 geboren, die jüngste Jean folgte sechs Jahre später im Jahr 1880.
1871 ließ Mark Twain sich in Hartford, Connecticut nieder, wo er 17 Jahre lang als erfolgreicher und bekannter Autor lebte. Er wohnte dort im heutigen Mark Twain House in unmittelbarer Nachbarschaft von Harriet Beecher Stowe, die seine negative Haltung zur Sklaverei in den Vereinigten Staaten ungemein bestärkte. In dieser Zeit schrieb er seine bekanntesten Werke: Roughing It („Durch Dick und Dünn“, 1872), The Adventures of Tom Sawyer („Die Abenteuer des Tom Sawyer“, 1876), Life on the Mississippi („Leben auf dem Mississippi“, 1883) und sein Meisterwerk The Adventures of Huckleberry Finn („Die Abenteuer des Huckleberry Finn“, 1884). 1874 erstand Mark Twain in Boston eine Remington-Arms-Schreibmaschine und lieferte mit Life on the Mississippi als erster Autor seinem Verlag ein maschinengeschriebenes Buchmanuskript ab. Aufgrund einer autobiografischen Notiz wird diese Tatsache oft fälschlicherweise seinem Werk Tom Sawyers Abenteuer zugeschrieben. Seine schriftstellerischen Aktivitäten verband er mit ausgiebigen Reisen.

### Europareise
Im Jahr 1891 reiste Mark Twain erneut nach Europa, wo er neun Jahre blieb und auf Vortragstournee ging, um seine Schulden abzuzahlen. Als Wohnsitz wählte er anfangs für einige Monate Berlin, das ihm so gut gefiel (luminous centre of intelligence […] a wonderful city.), dass er später seine beiden Töchter dorthin zum Studium schickte. Vom 1. bis 3. August besuchte Twain mit einer Reisegruppe Bayreuth. Am 1. August 1891 besuchte er bei den Bayreuther Festspielen eine Aufführung von Parsifal. Er bezeichnete Bayreuth als ein „großes Dorf“ und zur Oper sagte er, dass „nichts eine Wagner-Oper besser machen könnte als das Weglassen der Gesangsstimmen.“ Am 2. August war er Zuhörer bei Tannhäuser, wozu er sagte: „die einzige Oper, die ich je mochte“. Vom 28. September 1897 bis 27. Mai 1899 lebte Mark Twain in Wien, da seine Tochter Clara bei Theodor Leschetizky Klavierunterricht nehmen wollte. Neun Monate seines Wiener Lebens hat Mark Twain in zwei Hotels verbracht. Das erste war das später als Zentrale der Gestapo berüchtigte Hotel Métropole und vom Oktober 1898 bis Mai 1899 das Hotel Krantz, das heutige Hotel Ambassador. In seinem Essay Stirring Times in Austria beschrieb er das vom Antisemitismus geprägte politische Klima im Wien Karl Luegers. 1898 hatte er in Kaltenleutgeben in Niederösterreich seinen Sommersitz, wo er wichtige Teile seiner Autobiografie schrieb. Er verbrachte auch einen Sommerurlaub in Bad Ischl. Vor seiner Abreise aus Wien war Mark Twain zu einer Audienz bei Kaiser Franz Joseph I. eingeladen.

### Geschäftsmann
Mark Twain begann seine Karriere als Unternehmer im Jahre 1869 mit dem Kauf eines Anteils an der Zeitung Buffalo Express. Sein erfolgreichstes Geschäft wurde jedoch die Beteiligung an dem Verlag Charles L. Webster & Co., der insbesondere mit der Biografie des Bürgerkriegsgenerals und späteren Präsidenten Ulysses S. Grant große Gewinne erzielte.
Auch abseits des Verlagswesens war Samuel Langhorne Clemens alias Mark Twain geschäftlich tätig. Der in Dresden praktizierende amerikanische Zahnarzt Newell Sill Jenkins (1840–1919) war ein persönlicher Freund Twains. Er entwickelte ein nach ihm benanntes Porzellan-Email und verbesserte dadurch entscheidend die Zusammensetzung der Porzellanmasse für Porzellaninlays, Zahnkronen und -brücken und die dazugehörende Verarbeitungstechnik. Für die Produktion und den Vertrieb des „Jenkins Porcelain Enamel“ gründete Jenkins die Manufaktur Klewe & Co. Mark Twain kaufte von ihm die Herstellungs- und Vertriebsrechte für den amerikanischen Markt.

### Schicksalsschläge

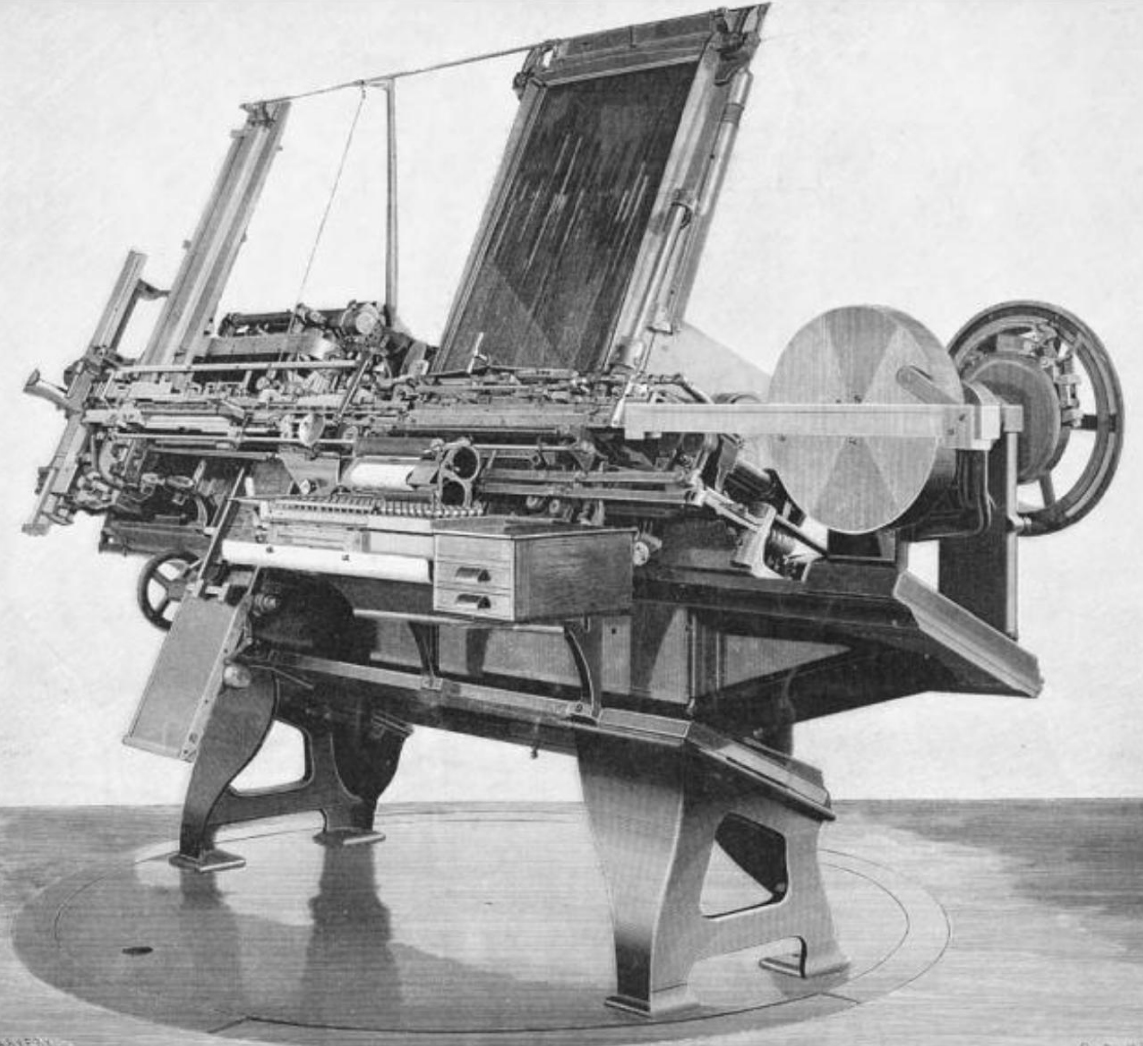
Der Paige Compositor

1894 wurde Mark Twain seine Beteiligung an der Druckerei und dem Verlagshaus zum finanziellen Verhängnis. Deren Investition in eine fehlerhafte Setzmaschine, den sogenannten Paige Compositor, entwickelt durch James W. Paige (1842–1917), trieb Mark Twain in den Konkurs. Um seine Finanzen zu ordnen, begann er eine weltweite Tournee mit Lesungen seiner Werke. Dabei war ihm die Unterstützung durch Henry Huttleston Rogers, den in finanziellen Angelegenheiten versierten Vizepräsidenten von Standard Oil, eine große Hilfe. Während dieser Reise starb Mark Twains Tochter Susy an Meningitis († 1896). In den folgenden Jahren starben auch seine Frau Olivia und seine jüngste Tochter Jean. In seinen späten Werken verarbeitete er diese Schicksalsschläge zunehmend mit Ironie und Sarkasmus, in seiner Autobiografie jedoch mit großer Würde. Er starb 1910 im Alter von 74 Jahren als gefeierte Persönlichkeit. Von seinen Kindern überlebte ihn nur Tochter Clara (1874–1962).

## Ausstellung
Anlässlich des 100. Todestages von Mark Twain fand in der Morgan Library & Museum in New York City die Ausstellung A Skeptic’s Progress statt.

## Würdigung
Schon bei seinem Tod war Twain eine gefeierte Persönlichkeit. Nach dem Grad Master of Arts ehrenhalber 1888 hatte ihm die Yale University 1901 zusätzlich ihren Ehrendoktor verliehen. Sein Werk beeinflusste viele englischsprachige Autoren. Ernest Hemingway sagte über ihn:

„All of American literature comes from one book by Mark Twain called Huckleberry Finn … There was nothing before. There has been nothing as good since.“

„Die gesamte amerikanische Literatur stammt von einem Buch von Mark Twain namens Huckleberry Finn ab … Vorher gab es nichts. Seitdem gab es nichts, was dem gleichkommt.“

T. S. Eliot bezeichnete Mark Twains Romanfigur „Huckleberry Finn“ als eine bleibende Symbolfigur in der Welt der Fiktion („one of the permanent symbolic figures of fiction“)
Die Mark Twain Memorial Bridge ist der Name zweier Brücken, die den Mississippi River in Hannibal überqueren. Die Brücken wurden Mark Twain zu Ehren benannt, der seine Kindheit in Hannibal verbrachte. Der Bundesstaat Missouri brachte eine steinerne Gedenktafel mit dem Konterfei Mark Twains an der Missouri zugewandten Brücke an.
Der Maler und Bildhauer Walter Russell fertigte eine Skulptur zum Gedächtnis an Mark Twain: „The Mark Twain Memorial“. Dieses zeigt Mark Twain inmitten der Charaktere seiner Bücher sitzend.
Seit 2013 befindet sich eine Bronzestatue des Schriftstellers an der Brausebrücke im Lüneburger Hafen.
In Berlin-Tiergarten erinnert seit Mitte September 2011 am Postamt in der Körnerstraße 7 eine Berliner Gedenktafel an Mark Twain; sie bezieht sich auf seinen mehrmonatigen Berliner Aufenthalt im Winter 1891/1892. In Berlin-Hellersdorf wurde schon früher eine Straße nach ihm benannt, ebenso in Halle, Augsburg, Viernheim, Braunschweig, München, Delmenhorst und Heidelberg. Die Bezirkszentralbibliothek von Berlin-Marzahn-Hellersdorf ist nach Mark Twain benannt.
Der Asteroid (2362) Mark Twain trägt seinen Namen.

## Trivia
Im November 2010 erbrachte die Versteigerung eines handschriftlichen Kapitels von A Tramp Abroad fast 80.000 $.
Mark Twain wurde geboren, nachdem der Halleysche Komet sichtbar geworden war (seit 16. November 1835), und starb – fast auf den Tag genau, wie von ihm erhofft – einen Tag nach dessen erneuter Sichtung.
In einer Doppelfolge von Raumschiff Enterprise: Das nächste Jahrhundert (Gefahr aus dem 19. Jahrhundert) wird Clemens dargestellt, wie er eine unfreiwillige Zeitreise von Commander Data entdeckt. In der Episode besteht Clemens gegenüber einem Journalisten, der ihn mit Mr. Twain anspricht, darauf, bei seinem bürgerlichen Namen genannt zu werden. Außerdem taucht der Autor Jack London auf, der als junger Hotelpage mit Clemens ins Gespräch kommt und – der Darstellung zufolge – von Clemens motiviert wird, eine Karriere als Autor anzustreben.
In der fünften Folge der ersten Staffel der US-amerikanischen Fernsehserie Bonanza (Erstausstrahlung in den USA am 10. Oktober 1959) erscheint Mark Twain – zunächst noch als Lokalreporter Clemens – und fand in dieser Folge zu seinem Namen.
Twains Urgroßneffe ist der deutsche Journalist und PR-Fachmann Georg-Volkmar Graf Zedtwitz von Arnim.
In einem fünfteiligen Romanzyklus von Philip José Farmer, in dem alle jemals lebenden Menschen auf einer fiktiven Flusswelt nach dem Tod wiedererweckt wurden, ist Mark Twain einer der primären Protagonisten. Er baut dort einen elektrisch betriebenen Raddampfer, mit dem er zum Ursprung des namensgebenden, den gesamten Planeten umgebenden Flusses reist.

## Werke

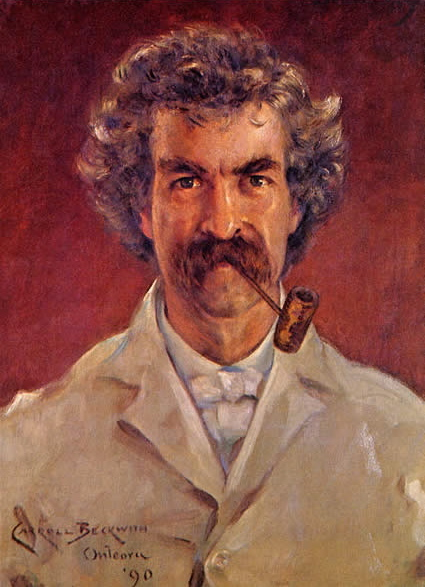
Mark Twain 1890 (Gemälde von James Carroll Beckwith)

Mark Twains Satire ist oft so entlarvend und bissig, dass zahlreiche Jugendbuchausgaben von Tom Sawyer oder Huckleberry Finn entschärft und Ausgaben ad usum Delphini angefertigt wurden. Erkennbar sind solche Fassungen an Beschreibungen wie „Eine Bearbeitung für die Jugend“ oder Vermerken wie „Gekürzt“. Hier, wie auch im Kinderbuchklassiker The Prince and the Pauper (Der Prinz und der Bettelknabe), zeigt er die Welt der armen, unteren sozialen Schichten. In seinen Arbeiten als Journalist prangerte er religiöse Heuchelei, Polizeiübergriffe auf Minderheiten, korrumpierte und betrügerische Senatoren an. Er kritisierte die Gier nach Macht und die „Geldlust“, die er als Amerikas Krankheit bezeichnete. Dabei nahm er besonders die Christian Science und ihre Gründerin Mary Baker Eddy polemisch aufs Korn. Er war abgestoßen von dem schnellen Wachstum dieser Bewegung, korrigierte später aber seine harsche Kritik.
In der literarischen Würdigung seines Werkes ist jedoch kaum ein anderer nordamerikanischer Autor ähnlichen Schwankungen unterworfen gewesen wie Mark Twain. Die Skala der Werturteile reichte dabei vom Vorwurf der Primitivität bis zur Einreihung unter die Großen der Weltliteratur.
Er war außerdem ein wichtiges Mitglied der antiimperialistischen Bewegung der USA, die als Reaktion auf die Annektierung Puerto Ricos, der Marianen und der Philippinen nach dem Spanisch-Amerikanischen Krieg gegründet wurde. So war er von 1901 bis 1910 Vizepräsident der American Anti-Imperialist League. Mark Twain schrieb während des Philippinisch-Amerikanischen Krieges, der von 1899 bis 1902 dauerte, mehrere Zeitungsartikel, die die Kriegführung der Vereinigten Staaten auf den Philippinen anprangerten.
Mark Twain war auch des Deutschen mächtig und befasste sich in Die schreckliche deutsche Sprache mit den Schwierigkeiten dieser Sprache. Er übersetzte den Struwwelpeter ins Englische.
Seine Autobiografie veröffentlichte im November 2010 die University of California Press erstmals ungefiltert.
- Autobiography of Mark Twain. The Complete and Authoritative Edition Volume 1. University of California Press, Berkeley CA 2010, ISBN 978-0-520-26719-0; als E-Book: ISBN 978-0-520-94699-6.[29] Bereits im Jahr 1909 veröffentlichte er aus seiner Autobiografie den Band Ist Shakespeare tot?, in dem er sich kritisch und polemisch mit der Frage der Verfasserschaft von Shakespeares Werken auseinandersetzt.[30]

### Englische Werkausgabe

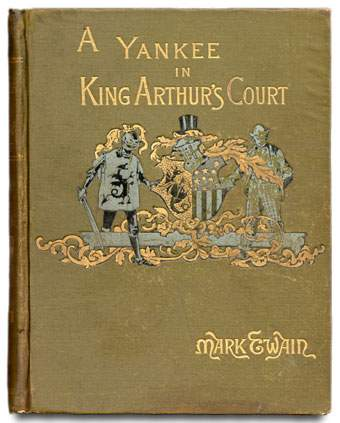
Einband der englischen Ausgabe Ein Yankee am Hofe des König Artus 1889

In der Library of America ist eine siebenbändige Ausgabe der wichtigsten Werke erschienen.
- Mississippi Writings (enthält Tom Sawyer, Life on the Mississippi, Huckleberry Finn und Pudd’nhead Wilson). ISBN 0-940450-07-0.
- Historical Romances (enthält Mark Twains Begegnungen mit dem mittelalterlichen und Renaissance-Europa: The Prince and the Pauper, A Connecticut Yankee in King Arthur’s Court und die „erfundene“ Biografie Personal Recollections of Joan of Arc). ISBN 0-940450-82-8.
- The Innocents Abroad & Roughing It (enthält die halb-autobiografischen Reisebeschreibungen). ISBN 0-940450-25-9.
- A Tramp Abroad, Following the Equator, Other Travels. ISBN 978-1-59853-066-7
- The Gilded Age & Later Novels (The Gilded Age, The American Claimant, Tom Sawyer Abroad, Tom Sawyer, Detective, No. 44, The Mysterious Stranger).
- Collected Tales, Sketches, Speeches & Essays 1852–1890. ISBN 0-940450-36-4.
- Collected Tales, Sketches, Speeches & Essays 1891–1910. ISBN 0-940450-73-9

### Deutsche Werkausgabe
- zwölfbändige Werkausgabe im Aufbau-Verlag

### Deutsche Ausgaben
- Die Arglosen im Ausland 1869 (dt. 1875).
- Mark Twain, Charles Dudley Warner: Das vergoldete Zeitalter: Eine Geschichte von heute. Books on Demand, 2012, ISBN 978-3-8391-8446-2 (amerikanisches Englisch: The Gilded Age. Übersetzt von Moritz Busch).
- Tom Sawyers Abenteuer und Streiche. Hesse & Becker, Leipzig 1876 (amerikanisches Englisch: The Adventures of Tom Sawyer, 1876. Übersetzt von Margarete Jacobi, Neuausgabe als Tom Sawyers Abenteuer, Arena, Würzburg 2010, übersetzt von Lore Krüger, ISBN 978-3-401-06524-3).
- Eine Bluttat, ein Betrug und ein Bund fürs Leben. Manesse, Zürich 2001, ISBN 978-3-7175-4014-4 (amerikanisches Englisch: A Murder, a Mystery, and a Marriage, 1876. Übersetzt von Frank Heibert).
- Bummel durch Europa 1880 (dt. 1892 von Margaret Jacobi; 1963 neu übersetzt von Ana Maria Brock), Diogenes, Zürich 1990, ISBN 978-3-257-21880-0.
- The Awful German Language – Die schreckliche deutsche Sprache, 1880 (zweisprachige Ausgabe). Nikol, Hamburg 2009, ISBN 978-3-86820-039-3. Nur deutschsprachiger Text: PDF (52,2 kB).
- Der Prinz und der Bettelknabe 1881 (dt. 1956).
- Leben auf dem Mississippi 1883 (dt. 1890).
- Abenteuer und Fahrten des Huckleberry Finn 1884 (dt. 1890 von Henny Koch).
- Ein Yankee am Hofe des König Artus, Roman, 1889 (dt. 1923); als Taschenbuch: aus dem Englischen von Lore Krüger, mit einem Nachwort von Alexander Pechmann, Aufbau, Berlin 2010, ISBN 978-3-7466-2595-9.
- Querkopf Wilson 1894 (dt. 1923). Wilson der Spinner (dt. 1986 von Reinhild Böhnke). Knallkopf Wilson (Überarbeitete Neuausgabe der Übersetzung von Reinhild Böhnke. Manesse, Zürich 2010, ISBN 978-3-7175-2200-3).
- Tom Sawyer im Ausland 1894.
- Persönliche Erinnerungen an Jeanne d’Arc 1895 (In: Mark Twain: Gesammelte Werke, Bd. 8. Hanser Verlag. München/Wien 1977 (Deutsch von Otto Wilck), ISBN 3-446-12447-0).
- Tom Sawyer als Detektiv 1896.
- Tom Sawyers neue Abenteuer 1969 (Enthält: Die Reise im Ballon (Tom Sawyer im Ausland) und Tom Sawyer als Detektiv, ISBN 3-77090-273-4).
- Reise um die Welt 1897 (dt. 1898 von Margarete Jacobi; 1963 neu übersetzt von Ana Maria Brock)
- Kapitän Stormfields Besuch im Himmel/Käptn Stormfields abenteuerliche Himmelsreise 1909 (dt. 1954 von C. Palma u. Hannelore Peiser; dt. 1985 von Friedrich Minssen)
- Tom Sawyers Abenteuer und Huckleberry Finns Abenteuer; neu übersetzt von Andreas Nohl, Hanser, München 2010, ISBN 978-3-446-23503-8.
- Sommerwogen – Eine Liebe in Briefen, Herausgegeben und aus dem Englischen von Alexander Pechmann, Aufbau, Berlin 2010, ISBN 978-3-351-03303-3.
- Post aus Hawaii, Herausgegeben und aus dem Englischen von Alexander Pechmann, Mare, Hamburg 2010, ISBN 978-3-86648-130-5.
- König Leopolds Selbstgespräch 1905 (dt. 1961 bzw. 1967), Übersetzt von Stefan Heym (1961) bzw. Ana Maria Brock (1967), mit einem Vorwort von Stefan Heym (1961) bzw. einem Nachwort von Karl-Heinz Schönfelder (1967).
- Meine geheime Autobiographie 2010 (dt. 2012); Übersetzt von Hans-Christian Oeser und Andreas Mahler, Aufbau-Verlag, ISBN 978-3-351-03513-6.
- Nr. 44 - Der geheimnisvolle Fremde (1916, aus dem Nachlass von Twain veröffentlicht); übersetzt von Michael Zöllner, Tropen Verlag, Köln 1999, ISBN 3-932170-30-X.
- Briefe von der Erde (1962, aus dem Nachlass von Twain veröffentlicht); übersetzt von Marion Herbert, Anaconda Verlag, München 2022, ISBN 978-3-7306-0023-8.
- Turbulente Tage in Österreich. Übersetzt von Rudolf Pikal, Metro-Verlag, Wien 2012; ISBN 978-3-99300-803-1.
- Der unbekannte Mark Twain. Schriften über den Imperialismus. Hg. und erläutert von Peter Priskil, Ahriman-Verlag, Freiburg/Br. 2014, ISBN 978-3-89484-902-3.
- Die Tagebücher von Adam und Eva, mit Bildern von Henri Rousseau, Herder Verlag, Freiburg, Basel, Wien, Neuausgabe 2014, ISBN 978-3-451-30947-2.
- Ich bin der eselhafteste Mensch, den ich je gekannt habe. Neue Geheimnisse meiner Autobiographie. Übersetzt von Hans-Christian Oeser. 2 Bände im Schuber. Aufbau-Verlag, Berlin 2014, ISBN 978-3-351-03333-0.
- Mark Twain in Berlin. Bummel durch das europäische Chicago. Von Andreas Austilat. Bebra Verlag, Berlin 2014. ISBN 978-3-8148-0206-0. englische Originalausgabe A Tramp in Berlin: New Mark Twain Stories, Berlinica Publishing, 2013, ISBN 978-1-935902-90-4
- Meisterschaft, In: Meisterschaft oder: Even German is Preferable to Death. Englisch / Deutsch. Übersetzt und kommentiert von Holger Hanowell. Reclam, 2019, ISBN 978-3-15-019612-0.

- Ist Shakespeare tot? Aus meiner Autobiographie. Deutsche Übersetzung von Hanno Wember. Stratosverlag, Hamburg, 2015. ISBN 978-3-492-05769-1 (= Spektrum Shake-speare Band 4 – 2015, Deutsche Erstveröffentlichung, Mit einem Artikel von James Norwood: „Mark Twain und 'Shake-Speare: Seelenverwandte“).
- Mark Twain in Bayern. Erzählungen, Reiseberichte, Briefe. Hg. von Michael Klein, Allitera Verlag, München 2016, ISBN 978-3-86906-826-8.
- Mark Twain. Reportagen aus dem Reichsrat 1898/99, hrsg. von der Parlamentsdirektion, Residenz Verlag, Salzburg-Wien 2017, ISBN 978-3-7017-3427-6.

## Verfilmungen
- Die Abenteuer Mark Twains (Originaltitel The Adventures of Mark Twain), US-amerikanischer Spielfilm von 1944
- Tom Sawyer Verfilmungen
- Der geheimnisvolle Fremde (Originaltitel The Mysterious Stranger), Spielfilm D/USA von 1982
- Die Arglosen im Ausland (Originaltitel The Innocents Abroad), Spielfilm D/F/I/USA von 1983

## Hörbücher / Hörspiele

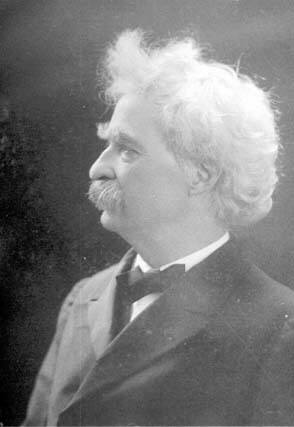
Mark Twain

- Die Abenteuer von Tom Sawyer. Gelesen von Ulla Meinecke. 6 CDs, 411 Min. SPV, Berlin 2003. Dt. von Peter Torberg.
- Die Abenteuer des Tom Sawyer. Gelesen von Udo Wachtveitl. 3 CDs, 185 Min. Der Hörverlag, München 2001, ISBN 978-3-89940-940-6.
- 1959: Das Tagebuch von Adam und Eva, Hörspielbearbeitung mit Leopold Biberti (Adam) und Anne-Marie Blanc (Eva) – Bearbeitung und Regie: Guido Baumann (WDR)
- Huckleberry Finn. Hörspiel. Mit Martin Semmelrogge, Marc Hosemann, Tommi Piper, Calvin Burke, Denis Moschitto, u.v. a. 2 CDs, 99 Min. Der Hörverlag, München 2002, ISBN 978-3-89940-099-1.
- Bummel durch Europa 1: Deutschland. Gelesen von Rufus Beck. 4 CDs, 266 Min. Der Hörverlag, München 2002, ISBN 978-3-89940-153-0.
- Bummel durch Europa 2: Schweiz. Gelesen von Rufus Beck. 4 CDs, 290 Min. Der Hörverlag, München 2002, ISBN 978-3-89940-637-5.
- Bummel durch Europa 3: Schweiz, Italien. Die schreckliche deutsche Sprache. Gelesen von Rufus Beck. 2 CDs, 166 Min. Der Hörverlag, München 2002, ISBN 978-3-89940-873-7.
- Prinz und Bettelknabe. Inszenierte Lesung von Johannes Steck. 5 CDs, 428 Minuten. uccello Verlag, ISBN 978-3-937337-19-7.
- Eine Bluttat, ein Betrug und ein Bund fürs Leben. Gelesen von Gerd Wameling. 1 CD. Deutsche Grammophon / Universal Music, 2003, ISBN 978-3-8291-1306-9.
- Tom Sawyers Abenteuer - Hörspiel: Übersetzung: Andreas Nohl, Komposition: The Ambrosius Stompers; Regie: Alexander Schuhmacher; mit Kostja Ullmann - Huckleberry Finn, Patrick Güldenberg - Huckleberry Finn, Rik DeLisle - Mark Twain, Ulrich Noethen - Mark Twain dt, Verena von Behr - Tante Polly, David Reibel - Sid Sawyer, Yannik Lazai - Niggerjunge Jim, Tonio Arango - Dr. Robinson, Andreas Schmidt - Indianer Joe. Produktion: Deutschlandradio / Saarländischer Rundfunk 2009[32]

- Mit Mark Twain auf Reisen. Gelesen von Hartmut Neugebauer, herausgegeben von Peter Bramböck. 1 CD. LangenMüller-Hörbuch, 2010. ISBN 978-3-7844-4220-4.
- Mark Twain – Tom Sawyer & Huckleberry Finn – Die neuen Hörspielinszenierungen. Der Hörverlag, Ersterscheinung im März 2010, ISBN 978-3-86717-520-3, 5 CDs.
- Der geheimnisvolle Fremde. Regie: Kai Grehn. 2 CDs, 88 Min. Hörbuch Hamburg, Hamburg 2013, ISBN 978-3-89903-883-5.
- Tom Sawyer, Hörspiel mit Tim Elstner, Malte von Bülow u. a., SWRedition, 2013.
- Bummel durch Europa, Lesung mit Werner Rundshagen, SWRedition, 2015.
- Die Eine-Million-Pfundnote, Hörspiel mit Manfred Schott, Siegfried Nürnberg u. a., SWRedition, 2015.
- Das Tagebuch von Adam und Eva, Hörspiel mit Sigi Harreis, Klaus Langer u. a., SWRedition, 2015.
- Inspektor Blunt und die Geisel von Siam, Hörspiel mit Horst Niendorf, Willi Schneider, Rolf Dienewald, Hans Goguel, Jürgen Andreas, SWRedition, 2015, ISBN 978-3-95615-413-3.
- Ein Donnerwetter, Hörspiel mit Horst Bollmann, Melanie de Graaf u. a., SWRedition 2016.
- Kinderkrankheiten, Hörspiel mit Horst Bollmann, Melanie de Graaf u. a., SWRedition 2016.
- Kannibalismus in der Eisenbahn/Eine Geschichte ohne Schluss, Lesung mit Heiner Schmidt, SWRedition 2016.